# Cellaria demissa
Cellaria demissa is een mosdiertjessoort uit de familie van de Cellariidae. De wetenschappelijke naam van de soort is voor het eerst geldig gepubliceerd in 2000 door Moyano.